# Lobstädt
Lobstädt is een plaats en voormalige gemeente in de Duitse deelstaat Saksen, en maakt deel uit van de gemeente Neukieritzsch in het district Leipzig.